# أشكفت قاطري مورزرد (مارغون)
أشکفت قاطري مورزرد (بالفارسية: اشکفت قاطری مورزرد) هي قرية تقع في إيران في قسم مارغون الريفي. يقدر عدد سكانها بـ 97 نسمة بحسب إحصاء 2016.